# کاستومه نشنال
کاستومه نشنال (به ایتالیایی: Costume National)؛ شرکت پوشاک ایتالیایی است، که در سال ۱۹۸۶ میلادی تأسیس شد.